# Коргу (река)
Ко́ргу (порт. Rio Corgo) — река на севере Португалии, правый приток реки Дуэро (До́ру).

## Характеристика реки
Исток реки находится на высоте 918 м над уровнем моря у посёлка Вила-Пока-ди-Агиар, впадает в реку Дору у города Пезу-да-Регуа на высоте 50 м над уровнем моря. Длина — 47 км. Площадь бассейна реки — 468 км². Бассейн реки сформировался на осадочных породах палеозойского периода, которые перемежаются гранитами герцинского возраста и местами перекрыты четвертичными отложениями. Через реку Коргу построен вантовый мост шириной 28 м с четырьмя полосами движения. Дорожное полотно моста располагается на высоте 230 м над руслом реки.
У реки пять притоков: Кабрил (порт. Rio Cabril), Сордо (порт. Rio Sordo), Танья (порт. Rio Tanha), Рибейра-де-Кодессас (порт. Ribeira de Codessais) и Рибейра-де-Туриньяс (порт. Ribeira de Tourinhas).
Ниже Вила-Реал и посёлка Санта-Марта-ди-Пенагиан у берега реки Коргу расположены виноградники.